# Genocide Superstars
I Genocide Superstars o Genocide SS sono stati un gruppo musicale crustpunk/d-beat molto influenzati dal rock estremo attivo dal 1992 al 2004, proveniente da Örebro, Svezia. La band si è sciolta dopo la morte del chitarrista/cantante Mieszko Talarczyk nel Terremoto e maremoto dell'Oceano Indiano del 2004, come successo anche all'altra e più conosciuta band di Talarczyk, il gruppo grindcore Nasum.

## Storia
La band fu fondata dai chitarristi Danny Violence e Mieszko Talarczyk, Rickard Alriksson al basso e Matt von Superstar alla batteria. Tutti i membri suonavano in altre band del giro punk hardcore di Örebro: Danny Violence nella band grindcore/death Necrony e negli Skelett; Mieszko Talarczyk nei Nasum, Shagidiel, Insanity, Charles Hårfager, Altar e nel gruppo hardcore Krigshot; Rickard Alriksson nei Nasum, nei Necrony e negli Hellchamber. Nel 1994 la band autoproduce su cassetta il demo Unfucked dalle tipiche sonorità crust scandinave seppur fortemente influenzato dal grindcore e dal death metal. Nel 1995 esce lo split ep con la band grindcore giapponese Vivisection prodotto dall'etichetta Blurred Records, i Genocide SS incidono 6 canzoni di cui solo la prima ha il titolo, anche questo lavoro rientra nel filone tipico del crust/d-beat scandinavo. Nel 1997 escono su Distortion Records l'EP Another Fucking EP e il full-length Hail The New Storm, ristampato nel 2004 dalla Relapse Records, che contiene il brano VIII di cui gli Extreme noise Terror incisero una cover nell'EP Hatred and the Filth. Nel 1999 esce ancora su Distortion Records il secondo full-length We Are Born of Hate - Welcome to Motorcycle Hell, anche questo ristampato su Relapse con una nuova grafica nel 2002. Seguono il bootleg EP Iron Cross su Regurgitated Semen Records e l'EP Queen of the Death Camp Hop su Devils Shitburner Records che segna il passaggio a sonorità più marcatamente rock, molto influenzate da band come Motorhead e Inepsy. Nel 2003 esce su Relapse Records il terzo full-length III: Superstar Destroyer che prosegue sulla linea tracciata da Queen of the Death Camp Hop. I Genocide Superstars si scioglieranno nel 2004 a seguito della scomparsa del chitarrista cantante Mieszko Talarczyk nel Terremoto e maremoto dell'Oceano Indiano del 2004.

## Stile
Il sound dei Genocide Superstar spazia da un d-beat molto grezzo influenzato dal grindcore e dal death metal dei primi lavori alle sonorità spiccatamente rock/speed metal, per quanto innestate su ritmi marziali, molto serrati, decisamente veloci e brutali, voci sovrapposte e cori frequenti. La band è conosciuta per i testi ironici, eccessivi, decisamente misantropi, volutamente misogini, militaristi ed eccessivamente violenti, il ché unito alle grafiche abbondanti di carrarmati, croci e aquile assieme al nome, fino al 2002 abbreviato sulle copertine in Genocide SS, ha fatto sospettare che la band avesse tendenze politiche autoritarie, in realtà tutti i membri della band facevano e fanno parte tuttora della scena punk e anarcopunk di Örebro e suonano o hanno suonato in band decisamente politicizzate su posizioni diametralmente opposte quali i Krigshot, i Nasum, i Voice Of A Generation o gli Anstalt.

## Formazione[1]
- Dan Wall alias Danny Violence - chitarra, voce
- Mieszko Talarczyk alias Mierre Mongo - chitarra, voce
- Rickard Alriksson alias Richard A.D. - basso, voce
- Matt von Superstar - batteria, cori

## Discografia[1]
Lp
- Hail the New Storm (1997, Distortion Records - 2004, Relapse Records - 2020, Tvåtakt Records/Nihil Records)
- We Are Born of Hate - Welcome To Motorcycle Hell (1999, Distortion Records - 2002, Relapse Records - 2020, Tvåtakt Records)
- III: Superstar Destroyer (2003, Relapse Records - 2020, Tvåtakt Records/Nihil Records)

Ep
- Stormtroopers split/w Vivisection (1995, Blurred Records)
- Another Fucking EP (1997, Distortion Records)
- Iron Cross (2002, Regurgitated Semen Records)
- Queen of the Death Camp Hop (2002, Devils Shitburner Records)

Demo
- Unfucked demo tape single sided (1994, self-released)

Raccolte
- Seven Inches Behind Enemy Lines 2×lp (2021, Tvåtakt Records/Nihil Records)